# 圣马丹-迪维约贝莱姆
圣马丹-迪维约贝莱姆（法語：Saint-Martin-du-Vieux-Bellême，法語發音：[sɛ̃ maʁtɛ̃ dy vjø bɛlɛm] ⓘ）是法国奥恩省的一个市镇，位于该省东南部，属于莫尔塔涅欧佩什区。

## 地理
圣马丹-迪维约贝莱姆（48°22'53"N, 0°32'35"E）面积15.84 平方千米，位于法国诺曼底大区奧恩省，该省份为法国西北部内陆省份，北起顺时针与卡爾瓦多斯省、厄尔省、厄尔-卢瓦省、萨尔特省、马耶讷省和芒什省接壤。
与圣马丹-迪维约贝莱姆接壤的市镇（或旧市镇、城区）包括：阿珀奈苏贝莱姆、贝莱姆、伊热、佩尔什地区贝尔福雷。

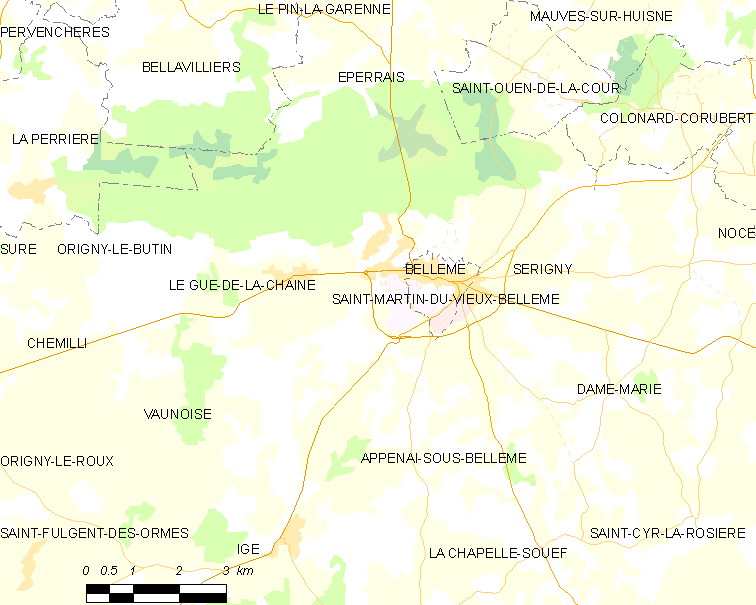
圣马丹-迪维约贝莱姆的OSM定位图

圣马丹-迪维约贝莱姆的时区为UTC+01:00、UTC+02:00（夏令时）。

## 行政
圣马丹-迪维约贝莱姆的邮政编码为61130，INSEE市镇编码为61426。

## 政治
圣马丹-迪维约贝莱姆所属的省级选区为瑟通县。

## 人口

1962-2008年间圣马丹-迪维约贝莱姆人口变化图示

圣马丹-迪维约贝莱姆于2022年1月1日时的人口数量为540人。